# Josta

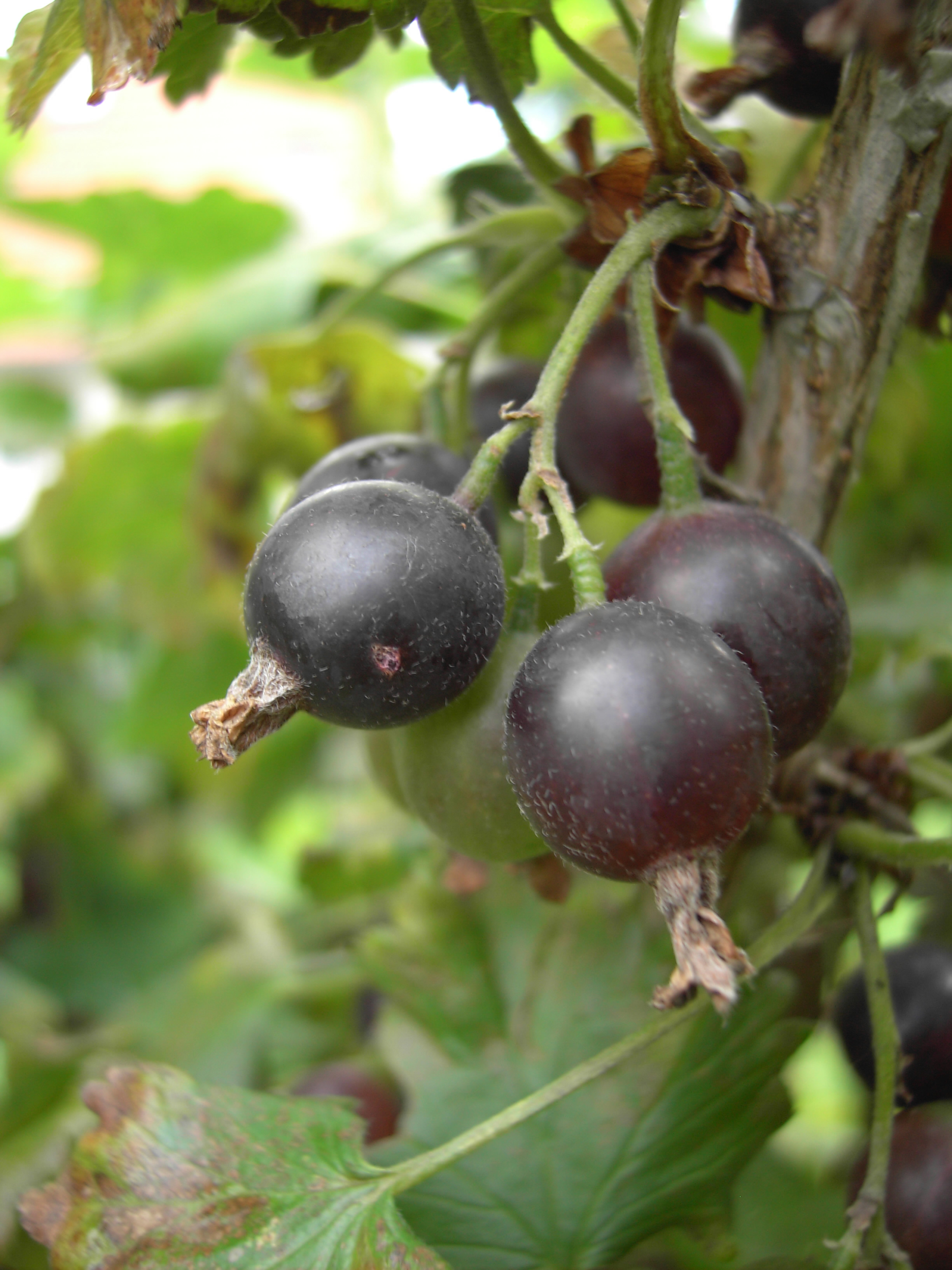
Josta

Josta (Ribes x nidigrolaria) je kříženec černého rybízu a srstky angreštu, patří do čeledi meruzalkovité (Grosssulariaceae).
Tento kříženec pochází z roku 1977 z bývalé Německé demokratické republiky. Vznikl tak, že květy černého rybízu byly opyleny pylem z květů angreštu. V dnešní době existuje již řada kultivarů.
Vzhledově se jedná, stejně tak jako u obou výchozích druhů, o nízký opadavý netrnitý keř, který v příznivých podmínkách může dorůstat až do výšky 2 metrů. Kvete brzy z jara.

## Název
Název Ribes × nidigrolaria pochází z názvů výchozích druhů:
- Ribes nigrum (černý rybíz)
- Ribes divaricatum (meruzalka rozevřená)
- Ribes grossularia (srstka angrešt žláznatá)

Název 'Josta' vznikl spojením z německých názvů pro rybíz a srstku angrešt, Johannisbeere ("Jo") a Stachelbeere ("Sta").
Vyskytují se také pravděpodobně mylné domněnky, nebo memy, uvádějící, že název 'Josta' pochází ze jména šlechtitele Josefa Staňka, nebo dokonce ze jména Josif Stalin.
Pod názvem jostaberry je v USA šířen na pohled zcela stejný kříženec Ribes x culverwellii, kříženec černého rybízu (R. nigrum) a srstky (R. uva-crispa). Má velmi podobné vlastnosti i vzhled.

## Plody
Plody mívají různou velikost, barvu i chuť, zde vždy záleží na původním kultivaru. Ve stádiu zralosti obvykle mívají velikost 1 až 3 centimetry a mívají fialovou barvu. Zvláštní chuť bobulí připomíná rybíz i angrešt, někdy i jiné druhy ovoce (např. kiwi nebo borůvky apod.). Stejně jako černý rybíz a angrešt mají plody vysoký obsah vitamínu C a hodí se ke kuchyňskému zpracování do koláčů, ovocných dortů, zavařenin, marmelád, kompotů apod.

## Rozmnožování
Na zahradě se rozmnožuje téměř výhradně řízkováním, tedy vegetativním způsobem, pěstování ze semen není vhodné, neboť se jedná o mezidruhového křížence a nelze takto nijak spolehlivě zaručit dobrý výsledek rozmnožování.